# Moussy (Marne)
Moussy település Franciaországban, Marne megyében. Lakosainak száma 744 fő (2022. január 1.). Moussy Épernay, Chavot-Courcourt, Monthelon, Pierry és Vinay községekkel határos.

## Népesség
A település népességének változása:
| Lakosok száma | 644  | 768  | 767  | 766  | 732  | 735  | 761  | 783  | 783  | 744  |
|               | 1968 | 1982 | 1990 | 2006 | 2013 | 2015 | 2017 | 2019 | 2020 | 2022 |